# ヘルムート・シュペート

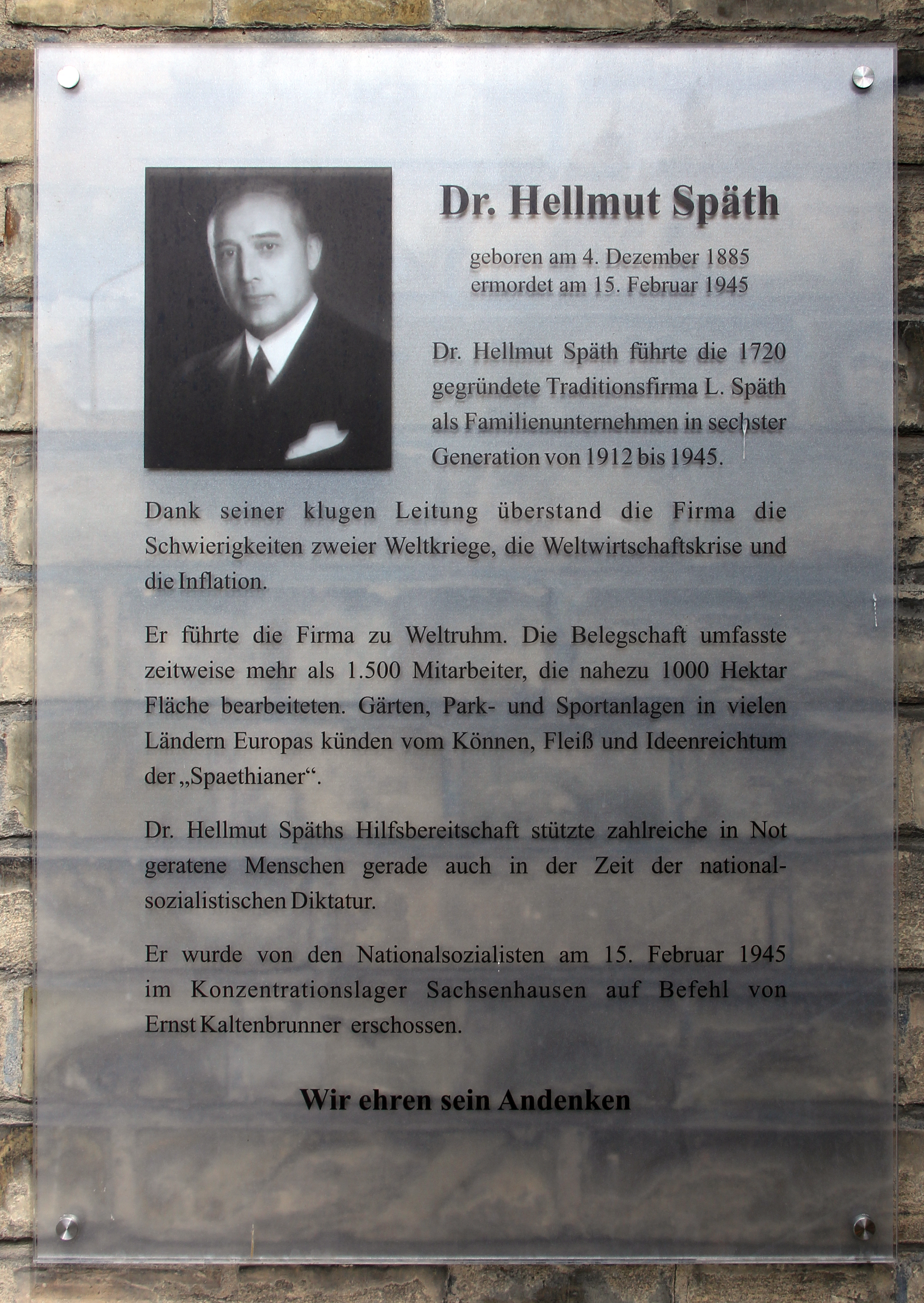
Berlin-Baumschulenwegにある記念プレート

ヘルムート・ルーヴィヒ・シュペート（ドイツ語: Hellmut Ludwig Späth, 1885年12月4日 - 1945年2月15日）はドイツの園芸会社（Späth'schen Baumschulen）の社主である。1943年に「戦争経済犯罪」（Kriegswirtschaftsvergehen）の罪で収容所に収監され、収容所で死亡した。

## 略歴
1720年創業のベルリンのシュペート園芸（Späth'schen Baumschulen）の社主フランツ・シュペート（Franz Späth）の息子としてパリで生まれた。ドイツの名門寄宿学校、ポルテ（Pforte）で学んだ後ベルリン大学、ケンブリッジ大学で植物学や経済学を学んだ。ベルリンに戻り農業大学で1912年に広葉樹の成長に関する研究で博士号を得た。
1912年にシュペート園芸の経営を引き継ぎ、1920年から1930年の期間では世界最大の園芸会社に拡張したが、世界恐慌ではいくつかの土地を売らなければならなかった。
1922年にユダヤ人女性と結婚し、後にジャーナリストになる娘のダグマル・シュペートが生まれた。1926年に離婚し、その後シュペートは2度結婚するが、子供は生まれなかった。
1933年に国家社会主義ドイツ労働者党（ナチス）に入党し、アウトバーンやベルリンのオリンピック競技場、ベルリン・テンペルホーフ空港の緑化事業の契約から利益を得た。ベルリン大学を解雇された植物学教授ヴェルナー・マグヌスの友人であったことや、娘のダグマルが"Halbjude"（半ユダヤ人）であったことから、ナチスの迫害を受けるようになり、1943年に密告を受け、1943年4月に「戦争経済犯罪」で起訴され、8月にバウツェン刑務所に収監された。その後ザクセンハウゼン強制収容所に移され、2月15日に死亡した。公式の死因は下痢などによる病死であった。
1944年に閉鎖されたシュペート園芸の育樹園は1947年に公共施設となった。シュペート樹木園（Späthsches Arboretum）となり、ベルリン大学が管理し、一般公開されている。